# Syndrome de Goldberg-Shprintzen
Ne doit pas être confondu avec Syndrome de Shprintzen-Goldberg.
Pour les articles homonymes, voir Syndrome de Shprintzen.

Le syndrome de Goldberg-Shprintzen associe de façon diverse : une maladie de Hirschsprung, une microcéphalie, une petite taille, une fente palatine, un colobome de l'iris et des difficultés d'apprentissage. Quelques cas ont des anomalies cérébrales visibles par imagerie à résonance magnétique à type de polymicrogyrie.
Le syndrome de Goldberg-Shprintzen ressemble au syndrome de Mowat-Wilson mais sa base génétique et son mode de transmission est différent.

## Sources
- (en) Online Mendelian Inheritance in Man, OMIM (TM). Johns Hopkins University, Baltimore, MD. MIM Number: 609460 [lire en ligne]